# Presidentieel Paleis van Turkije
Turks Presidentieel Complex is het presidentiële paleis van Turkije, gelegen in het westen van de hoofdstad Ankara.

## Beschrijving
Het complex ligt op een terrein van meer dan 150.000 m². Het hoofdgebouw telt ruim duizend kamers. Hoofdarchitect Şefik Birkiye zocht een verwijzing naar de stijl van de Seldjoeken.
Bijzondere aandacht ging naar beveiliging tegen elk denkbaar risico. Het complex bevat bunkers, tunnels en een ondergronds commandocentrum ("war room"). Ook heeft het een eigen laboratorium waar al het eten op bacteriën, radioactiviteit en gif wordt gecontroleerd.

## Geschiedenis
In overeenstemming met de plannen van president Recep Tayyip Erdoğan verhuisde de premier naar het voormalige presidentieel paleis Çankaya Köşkü en nam de president zijn intrek in het nieuwe paleis, het "Ak Saray" (witte paleis). Dat was nochtans oorspronkelijk gebouwd als het nieuwe kantoor van de premier. Toen Erdoğan zeker was van zijn verkiezing tot twaalfde president van het land, maakte hij op 2 september 2014 de bestemmingswijziging naar presidentieel paleis bekend.
De opening was op 29 oktober 2014, de Dag van de Republiek, een nationale feestdag in Turkije. Vanwege een mijnbouwongeluk in het zuiden van het land werd de opening een bescheiden aangelegenheid.

## Omstreden ligging
Het paleis ligt binnenin een uitgestrekt recreatief agrarisch gebied, opgericht in 1925 door Mustafa Kemal Atatürk en gekend als de Atatürk bosboerderij (Turks: Atatürk Orman Çiftliği). Het historisch beladen gebied herbergt naast het paleis een dierentuin, verschillende kleine agrarische bedrijven, kassen, restaurants, een melkveebedrijf en een brouwerij. In 1937 doneerde Atatürk het gebied aan de staat. In 1992 werd het aangewezen als eerstegraads beschermd gebied, wat onder meer inhoudt dat er niet gebouwd mag worden op het terrein.
Op 4 maart 2013 gaf een bestuurlijke rechtbank in Ankara het bevel om de bouw van het paleis op te schorten. Ondanks de bevestiging van dit vonnis door de Raad van State op 13 maart, gaf president Erdoğan openlijk te kennen dat hij de uitspraak zou negeren. De oppositieleider van de CHP uitte de verkiezingsbelofte dat zijn partij het gebouw zou doen overdragen aan de Technische Universiteit van het Midden-Oosten.
Op 26 mei 2015 oordeelde de hoogste bestuursrechter in Turkije dat de bouwvergunning voor het complex niet rechtsgeldig is.